# Terza Guerra Mondiale (DC Comics)
Terza Guerra Mondiale è il titolo di due saghe a fumetti pubblicate dalla DC Comics e coinvolgenti molti dei super eroi dell'Universo DC. La prima fu pubblicata nel 2000 come parte della storia allora corrente della serie JLA; la seconda fu pubblicata nel 2007 come serie limitata individuale.

## JLA
La saga originale di "Terza Guerra Mondiale" fu una storia presente nella serie JLA scritta da Grant Morrison e illustrata da Howard Porter nel 2000 (comprese JLA dal n. 36 al n. 41), e correntemente in stampa come JLA vol. 6: World War III. Questa fu l'ultima storia scritta da Grant Morrison e fornì spiegazione per i suggerimenti lasciati cadere sul suo periodo nel fumetto circa l'importanza della Justice League come "precursori" nella difesa della Terra da minacce imminenti.

### Storia
Lex Luthor, fallendo nello sconfiggere la JLA, formò una Lega dell'Ingiustizia consistente non di criminali che mimano la JLA, ma criminali che furono le minacce principali per loro in passato. I criminali furono (in ordine di reclutamento) Prometheus, Queen Bee (Zazzala) e il Generale Wade Eiling. Con un piano mortale in mente, questa nuova squadra fu in grado di infiltrarsi nella Torre di Guardia tramite la Zona Fantasma e sconfisse la JLA. Quando la League stava per rispondere all'attacco, scoprì presto che la Gang non agiva sotto propria volontà, ma che erano controllati da una forza ignota. Questa si rivelò essere l'entità cosmica Mageddon, un'arma vivente estremamente antica originariamente intesa per l'utilizzo nelle guerre tra gli dei cosmici primordiali. Mageddon influenzò i pensieri della popolazione della Terra per promuovere uno stato di guerra mondiale, e alla fine con l'obiettivo di distruggere il pianeta.
La JLA chiese l'aiuto di molti eroi dell'Universo DC, più in particolare di Aztek (creato da Grant Morrison), che fu accecato e si sacrificò durante il combattimento; si scoprì che Mageddon, sotto il nome di "Tezcatlipoca", era di fatto la minaccia che Aztek fu creato originariamente per contrastare. Alla fine, la JLA fu in grado di conferire super poteri alla popolazione della Terra, che si unì nello sforzo decisivo di sconfiggere Mageddon e salvare il pianeta, mantenendolo occupato abbastanza a lungo perché Superman - intrappolato nel "cuore" di Mageddon - assorbisse il sistema anti luce solare che alimentava Mageddon e disattivarlo una volta per tutte.

## 52
Il titolo Terza Guerra Mondiale fu usato anche nel 2007 per una miniserie di 4 numeri scritta da Keith Champagne (n. 1 e n. 2) e John Ostrander (n. 3 e n. 4), e illustrato da Pat Olliffe e Tom Derenick, con copertine di Ethan Van Sciver. Raccontò la storia della rabbia di Black Adam contro l'umanità dopo che la sua famiglia fu assassinata, e che poté essere fermato solo quando l'intera comunità dei super eroi si riunì. La serie limitata fu un collegamento alla serie DC settimanale 52, avvenuta nella "Settimana 50", che ebbe luogo durante l'anno mancante dopo la Crisi Infinita. Di fatti, 52 fu concepito per spiegare molti dei cambiamenti drastici che avvennero nell'Universo DC durante quell'anno; tuttavia, la serie alla fine si evolse in direzioni diverse, concentrandosi sul proprio cast di personaggi, e di conseguenza Terza Guerra Mondiale fu concepito come una revisitazione dell'intento originale della serie e spiegò i cambiamenti avvenuti.

### Trama
Cinque settimane prima degli eventi principali della serie, Martian Manhunter cercò di combattere telepaticamente Black Adam seguendo la sua vicina obliterazione del Bialya, prima mascherandosi da giovane ragazza, ma fu sopraffatto dai suoi ricordi oscuri e fuggì nello spazio da dove osservò la battaglia imminente, che viene quindi narrata dal suo punto di vista.
Durante la Settimana 50, Black Adam si scatena su tutto il pianeta, uccidendo civili innocenti, lasciando distruzione e malattia dietro di lui. Per esempio, la Torre di Pisa e molte altre città furono distrutte. Anche Sydney in Australia fu devastata. Le Grandi Piramidi d'Egitto furono danneggiate.
Padre Tempo cercò invano di fermarlo sulle sponde americane e il suo volto fu strappato via per essersi messo contro di lui (anche se sopravvisse). In ritorsione per l'attacco nonostante non abbia attraversato i confini americani, Black Adam lanciò una portaerei su New York.
Firestorm fu costretto a rientrare dal pensionamento, insieme a Firehawk. Insieme, i due tramutarono la nave in neve. Nightwing (che si pensò essere Jason Todd in piena spietatezza) si batté con una gang di saccheggiatrici; le parole che disse lasciarono intendere che le avesse uccise; successivamente lo si vide con i loro soldi.
Nel frattempo, J'onn osservò il ritorno di Supergirl dal 31º secolo. Instabile a causa del viaggio nel tempo, passò attraverso J'onn. La sua forma si stabilizzò non appena si avvicinò alla Terra.
Di conseguenza, ogni eroe tentò di fare del suo meglio nel proprio ruolo, persino Harvey Dent cercò di difendere Gotham da Killer Croc, la Doom Patrol cercò di fermare Black Adam a Pisa e Donna Troy divenne la nuova Wonder Woman. Black Adam sconfisse Capitan Marvel Jr. e Mary Marvel. In Sub Diego gli effetti del siero Geiss stavano svanendo, tramutando la popolazione nuovamente in respiranti d'aria, ad eccezione di Aquagirl e pochi altri, che chiesero l'aiuto di Aquaman. Quest'ultimo ora con i poteri divini di Poseidone e Tritone, chiese il potere di salvare i Sub Diegoani. Gli dei, mentre negarono ogni coinvolgimento con il destino degli umani acquatici, diedero ad Aquaman dei nuovi poteri, con un rituale destinato a donargli i poteri degli "dei oscuri" di Atlantide, che videro la nascita della sua mano e delle ossa in forma acquatica rinate da quelle strappategli. Aquaman riuscì a riportare in superficie una parte di Sub Diego, salvandone gli abitanti. Come si aspettava, ne pagò un grande prezzo; fu trasfigurato in una forma impazzita, amnesica e mostruosa, ricordando gli Abitanti degli Abissi.
J'onn continuò a seguire gli spostamenti di Black Adam, distraendo i propri pensieri dalla Justice Society, ancora una volta unita per aiutare la popolazione sofferente. Trovò Black Adam che si batteva con i Teen Titans, domandando vendetta per il loro presunto tradimento verso Osiris. Nel corso dei due combattimenti, uccise Young Frankenstein e Terra. Questo fece sì che J'onn tornasse sulla Terra e allertasse Checkmate. La copertura di Kate Spencer come Manhunter saltò quasi in aria; eppure il suo conseguimento del bene superiore convinse J'onn a fare un passo in più verso la sua maturazione: andò al suo vecchio distretto di polizia nelle vesti di John Jones, rivelandosi ai suoi ex amici, e bruciando la sua vecchia agenzia di spionaggio alle fondamenta per prevenire di assumere nuovamente altri travestimenti. Capitan Marvel chiese agli dei egizi di rimuovere i loro poteri da Adam, ma questi gli risposero che questi aveva la loro benedizione.
Finalmente Black Adam fu fermato in Cina dai Grandi Dieci. Inizialmente, gli eroi non poterono fare nulla, in quanto la Cina promise di lanciare i suoi missili nucleari se avessero attraversato la Grande Muraglia Cinese. Alla fine, alla Justice Society e gli altri super eroi fu permesso di unirsi alla battaglia. Lo stesso J'onn si presentò, combattendo personalmente contro Black Adam, e usando il suo collegamento con lui per riempire la sua mente con immagini della distruzione di Marte e di ogni morte che aveva causa durante la Terza Guerra Mondiale. Black Adam si fermò alcuni minuti, giusto il tempo per permettere a Capitan Marvel di creare un fulmine magico da scagliargli contro mentre Power Girl e Alan Scott lo trattenevano, tramutando Black Adam in Teth-Adam e cambiando la sua parola magica in un'altra parola sconosciuta. Tuttavia, il lampo magico lo strappò dalle mani di Kara e di Alan, ma Teth-Adam fu preso al volo da Atom-Smasher prima di cadere al suolo. Il lampo magico ferì anche J'onn che non poté più assumere le sembianze assunte in Un Anno Dopo, liberandolo dal collegamento mentale che aveva con Adam, ma disponendolo a ripensare alla sua vita come marziano sulla Terra, e non più come a un alieno che fingeva di essere il più umano possibile.
Dalla loro base satellitare, i Monitors dichiararono la fine della "Terza Guerra Mondiale", intesa come la guerra di un uomo solo contro il mondo intero, ma dichiararono paura per un evento ancora peggiore in arrivo sulla Terra.

## Raccolte
Entrambe le storie furono raccolte in fumetti cartonati:
- JLA Vol. 6: World War III (contiene JLA dal n. 34 al n. 41, 2000, ISBN 1-56389-618-4)
- DC: World War III (contiene 52 Settimana 50 e World War III miniserie di quattro numeri, 2007, ISBN 1-4012-1504-1)